# Kurhaus Trifels
Das Jugendstilhotel Trifels, ehemals Kurhaus Trifels ist ein Seminar-, Tagungs- und Banketthotel in Bindersbach, unmittelbar der Reichsburg Trifels gegenüberliegend. Es umfasst zwanzig Zimmer und verschiedene Tagungs- und Banketträume verteilt über drei Stockwerke. Das rund vier Hektar große Gelände wurde 2010/2011 nach den 100 Jahre alten historischen Plänen neu hergerichtet. Die Liegenschaft wird von der Kurhaus Trifels Seminarhotel GmbH betrieben.

## Förderverein
Am 17. Mai 2011 wurde der Verein Begegnungszentrum Kurhaus Trifels e. V. gegründet, der wissenschaftliche Veranstaltungen in Form von Tagungen und Seminaren initiiert und den hochschulübergreifenden und interdisziplinären Austausch zwischen Wissenschaftlern fördert. Dem Verein gehören u. a. an die Technische Universität Darmstadt, die Ruprecht-Karls-Universität Heidelberg, das Karlsruher Institut für Technologie, die Rheinland-Pfälzische Technische Universität Kaiserslautern-Landau, die Universität Mannheim, die Mannheim Business School, das Institut für Oberflächen- und Schichtanalytik (ifos), das Deutsche Forschungszentrum für Künstliche Intelligenz, die Unterländer Studienfonds GmbH, die proCampus GmbH sowie die Kurhaus Trifels Seminarhotel GmbH. Seit 2014 wird eine Summer School sowie ein öffentliches Trifelser Gespräch abgehalten.

## Geschichte
Das von 1909 bis 1911 nach Entwurf des Architekten Markus Sternlieb im Stil der Reformarchitektur erbaute Erholungsheim für Bedienstete der Stadt Ludwigshafen trug von 1952 bis 2020 den Namen Kurhaus Trifels. Das Erholungsheim war für die damalige Zeit außerordentlich modern, es besaß elektrische Beleuchtung, Badezimmer auch in den Obergeschossen und eine Kegelbahn. Nach der Eröffnung am 5. Juli 1911 wurde es bereits 1914 für drei Jahre zum Kriegslazarett umfunktioniert. Von 1944 bis 1951 war es Notkrankenhaus für Annweiler. 1993 wurde die Liegenschaft vom Land Rheinland-Pfalz erworben und das sanierte Gebäude als Polizeischule genutzt. Nach der Verlegung der Polizeischule nach Enkenbach stand das Gebäude zum Verkauf. 2010 wurde es von Albrecht Hornbach erworben und gründlich saniert, es dient seit der Eröffnung im Mai 2011 als wissenschaftliches Tagungs- und Begegnungszentrum.

## Anbindung
Das Jugendstilhotel Trifels liegt am Fernwanderweg Staudernheim–Soultz-sous-Forêts.